# Markus Pink
Markus Pink (Klagenfurt, 24 febbraio 1991) è un calciatore austriaco, attaccante del Wolfsberger.

## Carriera

### Club
Centravanti, gioca per Austria Karnten, Austria Klagenfurt, Kottmannsdorf (quarta divisione austriaca) e Austria Vienna, prima di passare al Mattersburg il 2 settembre 2013, in cambio di 115000 €. Nella stagione 2014-2015 vince classifica marcatori e campionato di seconda divisione, trascinando il club nella massima serie nazionale.

### Nazionale
Ha giocato con la nazionale austriaca Under-19.

## Palmarès

### Club

#### Competizioni nazionali
- Erste Liga: 1

Mattersburg: 2014-2015
- Campionato cinese: 1

Shanghai Haigang: 2023
- Coppa d'Austria: 1

Wolfsberger: 2024-2025

### Individuale
- Capocannoniere della Erste Liga: 1

2014-2015 (21 gol)